# Awa (langue papoue)
Pour les articles homonymes, voir Awa.
L'awa est une langue papoue parlée en Papouasie-Nouvelle-Guinée, dans le district d'Obura de la province des Hautes-Terres orientales.

## Classification
L'awa fait partie des langues kainantu-gorokanes qui sont rattachées à la famille des langues de Trans-Nouvelle Guinée.

### Écriture
L'awa a été doté d'une écriture par les membres du SIL. Dans leur système, ‹ a › est [ə], ‹ ah › est pour [ɑ] et ‹ eh › pour [æ]. Seul le ton haut est écrit sur les voyelles à l’aide de l’accent aigu : ‹ á, áh, é, éh, í, ó, ú ›.
| Majuscules          | Majuscules | Majuscules | Majuscules | Majuscules | Majuscules | Majuscules | Majuscules | Majuscules | Majuscules | Majuscules | Majuscules | Majuscules | Majuscules | Majuscules | Majuscules | Majuscules | Majuscules | Majuscules |
| ------------------- | ---------- | ---------- | ---------- | ---------- | ---------- | ---------- | ---------- | ---------- | ---------- | ---------- | ---------- | ---------- | ---------- | ---------- | ---------- | ---------- | ---------- | ---------- |
| A                   | Ah         | B          | E          | Eh         | G          | I          | K          | M          | N          | O          | P          | Q          | R          | S          | T          | U          | W          | Y          |
| Minuscules          |            |            |            |            |            |            |            |            |            |            |            |            |            |            |            |            |            |            |
| a                   | ah         | b          | e          | eh         | g          | i          | k          | m          | n          | o          | p          | q          | r          | s          | t          | u          | w          | y          |
| Valeurs phonétiques |            |            |            |            |            |            |            |            |            |            |            |            |            |            |            |            |            |            |
| [ə]                 | [ɑ]        | [b]        | [e]        | [æ]        | [ɡ]        | [i]        | [k]        | [m]        | [n]        | [o]        | [p]        | [ʔ]        | [r]        | [t̪͡s̪]       | [t]        | [u]        | [w]        | [j]        |

## Phonologie
Les consonnes et les voyelles de l'awa:

### Voyelles
|         | Antérieure | Centrale  | Postérieure |
| ------- | ---------- | --------- | ----------- |
| Fermée  | ‹ i › [i]  |           | ‹ u › [u]   |
| Moyenne | ‹ e › [e]  | ‹ a › [ə] | ‹ o › [o]   |
| Ouverte | ‹ eh › [æ] |           | ‹ ah › [ɑ]  |

### Consonnes
|              |              | Bilabiales | Dentales   | Alvéolaires | Dorsales  | Dorsales  | Glottales |
| ------------ | ------------ | ---------- | ---------- | ----------- | --------- | --------- | --------- |
| Palatales    | Vélaires     | Bilabiales | Dentales   | Alvéolaires |           |           | Glottales |
| Occlusives   | Sourde       | ‹ p › [p]  |            | ‹ t › [t]   |           | ‹ k › [k] | ‹ q › [ʔ] |
| Occlusives   | Sonore       | ‹ b › [b]  |            |             |           | ‹ g › [g] |           |
| Affriquée    | Affriquée    |            | ‹ s › [t̪͡s̪] |             |           |           |           |
| Nasale       | Nasale       | ‹ m › [m]  |            | ‹ n › [n]   |           |           |           |
| Roulée       | Roulée       |            |            | ‹ r › [r]   |           |           |           |
| Semi-voyelle | Semi-voyelle | ‹ w › [w]  |            |             | ‹ y › [j] |           |           |

### Allophones
Les consonnes occlusives sourdes [p], [t], [k] ont des allophones, respectivement, [β], [ɾ], [ɣ], entre deux voyelles, quand la première est moyenne ou postérieure. [r] est [d] devant [i].
 
L'affriquée dentale, qui est décrite comme étant dévoisée, devient [ⁿd̪͡z̪] quand elle suit une nasale.

## Une langue tonale
L'awa est une langue tonale. Elle possède quatre tons distincts: haut, bas, montant, descendant.

## Sources
- (en) Anonyme, Awa Organized Phonological Data, manuscrit, Ukarumpa, SIL International.